# Sainte-Cérotte
Sainte-Cérotte é uma comuna francesa na região administrativa do País do Loire, no departamento de Sarthe. Estende-se por uma área de 14.36 km². Em 2010 a comuna tinha 321 habitantes (densidade: 22,4 hab./km²).